# Belleza (álbum)
Belleza es el noveno álbum de la banda argentina Juana La Loca, el cual traía su sencillo más exitoso: Sábado a la noche.

## Lista de temas
1. Perdí la fe
2. Sábado a la noche
3. Bajo tus pies
4. Los ahogados
5. Rescatame
6. Viernes a la noche
7. Alucinaciones
8. La vida circular
9. Mensaje de amor
10. El vicio de tu amor
11. La libertad
12. Los dragones del edén